# Eero Saarinen
Eero Saarinen, född 20 augusti 1910 i Kyrkslätt i Finland, död 1 september 1961 i Ann Arbor, Michigan, var en finländsk-amerikansk arkitekt och möbelformgivare. Eero Saarinen var arkitekt i funktionalistisk anda, i den meningen att han ansåg att det var funktionen som skulle ge formen. Men till skillnad från många andra funktionalister var han angelägen om att även ett känslomässigt uttryck skulle räknas till funktionen. Till exempel skulle hans flygplatsterminal inte bara lösa logistiska problem kring människor och bagage, utan också skapa förväntan och lust inför flygresan. Hans större projekt är därför mycket olika varandra, eftersom de är skapade för olika funktioner. Han arbetade också med många olika material, förutom betong och trä till exempel glas, stål och aluminium. Till Saarinens mest kända byggnader hör Ingalls Rink, TWA Flight Center och Gateway Arch. Han var son till arkitekten Eliel Saarinen.

## Biografi
Eero Saarinen föddes i Kyrkslätt och flyttade tillsammans med familjen till USA 1923. Från tretton års ålder växte han upp i Bloomfield Hills i Michigan. Hans far Eliel Saarinen startade en andra karriär i USA. Sonen kom att i början av sin karriär att arbeta tillsammans med sin far. Eero Saarinen studerade skulptur vid Académie de la Grande Chaumière i Paris och möbeldesign vid Cranbrook Academy of Art, där han blev vän med Charles Eames och Ray Eames.  Han avslutade sina studier med arkitektur vid Yale, studier som avslutades 1934. Efter studierna uppehöll han sig i Nordafrika och Europa. 1940 blev han amerikansk medborgare.
Saarinen avled under en operation för att ta bort en tumör i hjärnan. Efter hans död färdigställdes hans tio pågående projekt av kollegorna Kevin Roche och John Dinkeloo. 

### Byggnader
I mitten av 1930-talet arbetade Eero Saarinen på Jarl Eklunds arkitektbyrå i Helsingfors. Svenska Teaterns ombyggnad år 1935 gjordes av Saarinen under ledning av Eklund. Då ändrade man byggnadens dekorerade fasad till en slät funkisfasad. 
Saarinen blev uppmärksammad internationellt för sitt arbete med Crow Island School i Winnetka (1940). Hans första större projekt var General Motors Technical Center i Warren, Michigan, som han skapade mellan åren 1948 och 1956, de första två åren tillsammans med fadern. Byggnaderna är långa och låga i stål och glas, invid en stor spegeldamm. Framgången ledde till nya uppdrag och skapandet av huvudkontor för företag som John Deere, IBM och CBS. Saarinen ritade även USA:s moderna ambassader i Oslo och London. 
Han blev berömd på egen hand efter att 1948 ha lämnat ett förslag till en 192 m hög parabolisk båge i Saint Louis, som blev förverkligad 1963, Gateway Arch. Efter faderns död 1950 grundade han den egna byrån Eero Saarinen and Associates. Under 1950-talet följde även uppdrag från amerikanska universitet och skapandet av campus och enskilda byggnader.
Hans specialitet blev under 1950-talet väldiga betongkonstruktioner i organiska former, som han bland annat förverkligade i Trans World Airlines terminal på John F. Kennedy International Airport i New York.

### Möbler
Eero Saarinen var även känd som möbelformgivare av organiska möbler i plywood  och plast. Det var som möbelformgivare han först uppmärksammades när han tillsammans med Charles Eames deltog i tävlingen "Organic Design in Home Furnishings" 1940 där de mottog förstapris. Saarinen fick en stor framgång med den enbenta "Tulpanstolen" från 1956. Tulip chair (tulpanstolen) designades för Knoll mellan åren 1955 och 1956. Stolen har vunnit ett antal priser bland annat Museum of Modern Art Award, 1969, Federal Award for Industrial Design, 1969 och Design Center Stuttgart Award, 1962. Saarinen arbetade under flera år med Knoll.

## Byggnadsverk
- Ombyggnad av Svenska Teatern i Helsingfors (med Jarl Eklund)
- Gateway Arch, St. Louis, Missouri
- Dulles International Airport, i Virginia utanför Washington, D.C.
- Kresge Auditorium och MIT Chapel på Massachusetts Institute of Technology
- General Motors Technical Center, Warren, Michigan
- USA:s ambassader i Oslo och London
- Kleinhans Music Hall, Buffalo, New York, tillsammans med Eliel Saarinen
- John Deere World Headquarters, Moline, Illinois

## Galleri

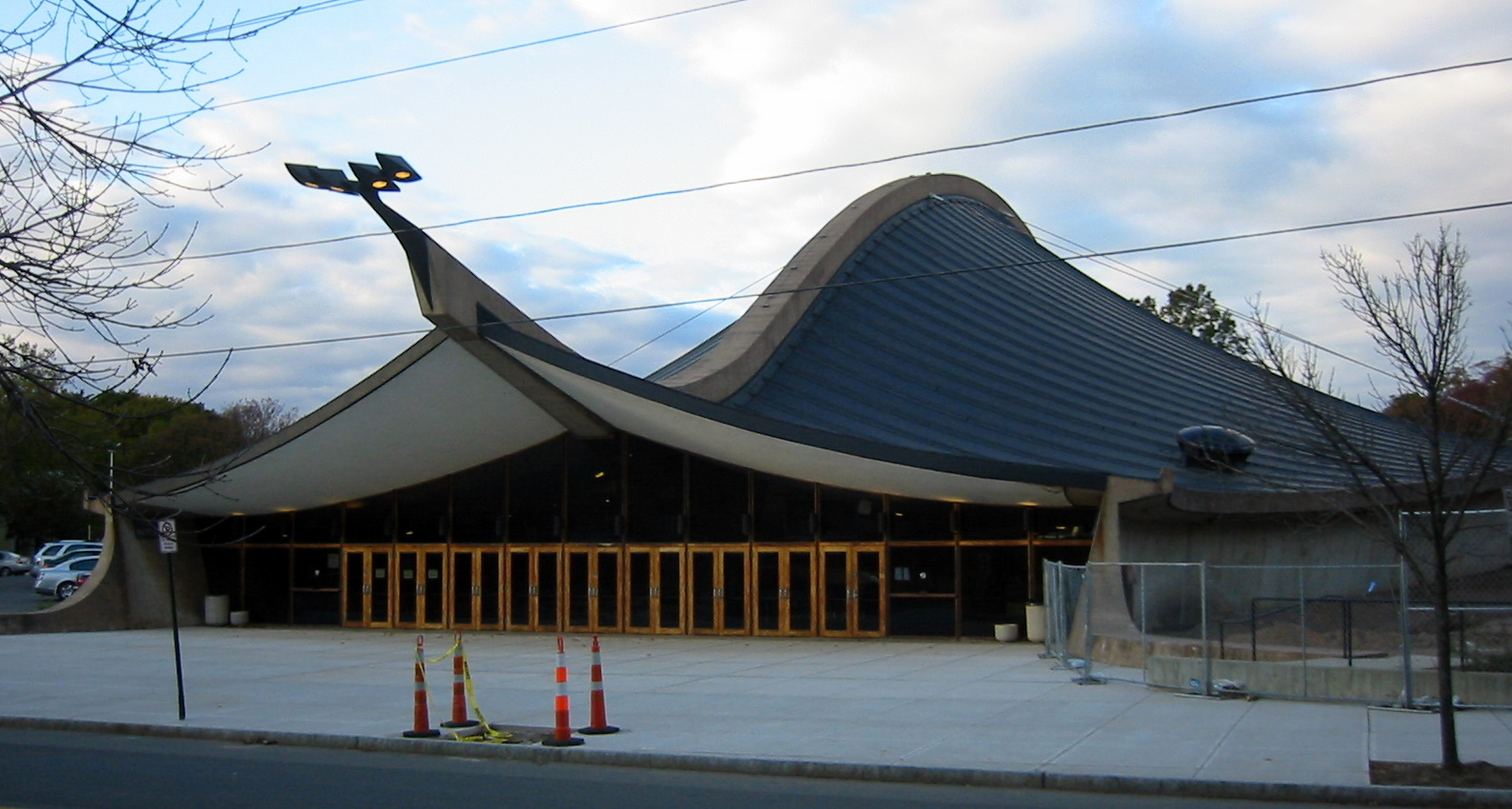
Ishallen Ingalls Rink på Yale University. Formen har gett ishallen smeknamnet "Valen".
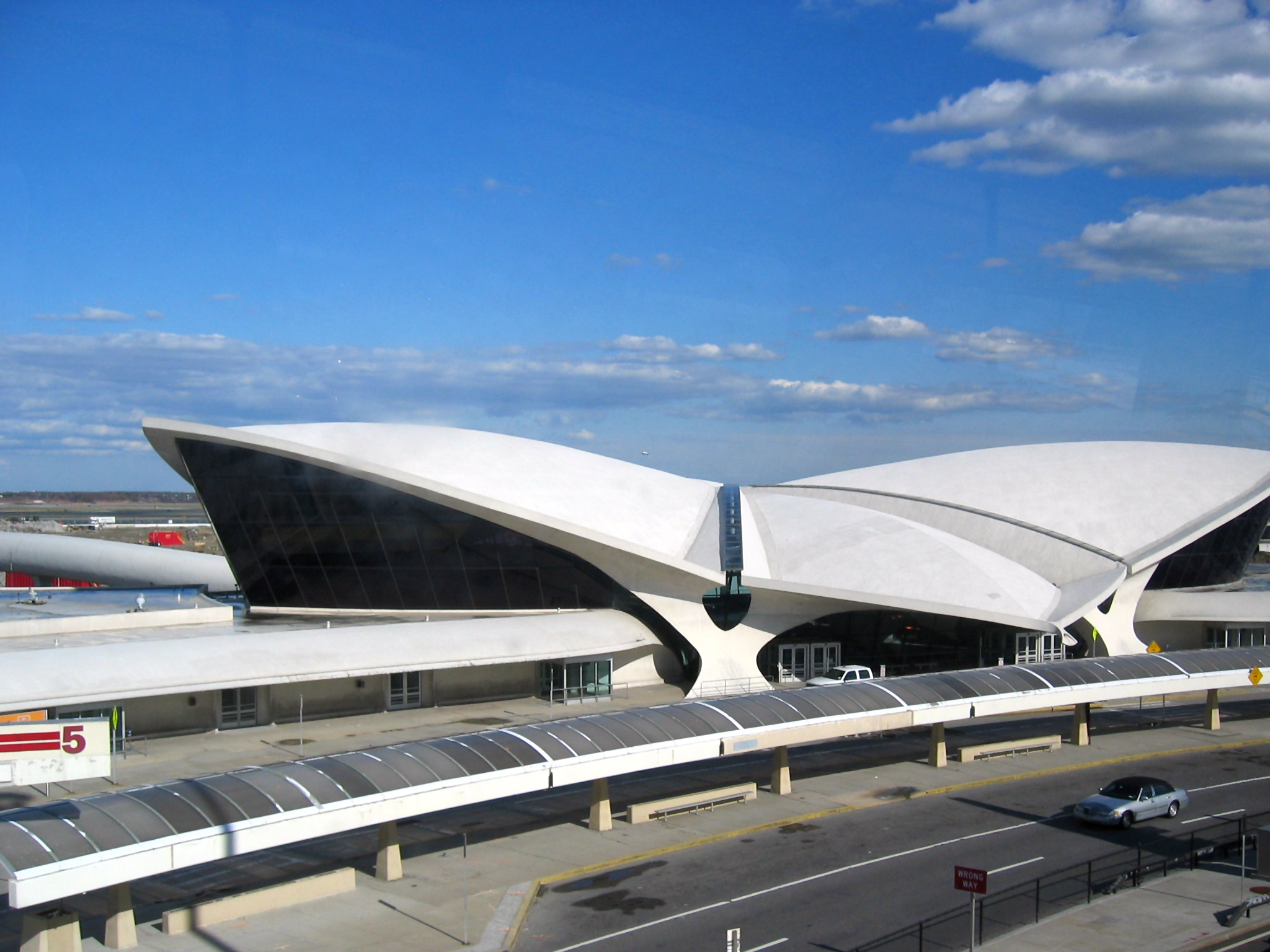
TWA Flight Center på John F. Kennedy International Airport.
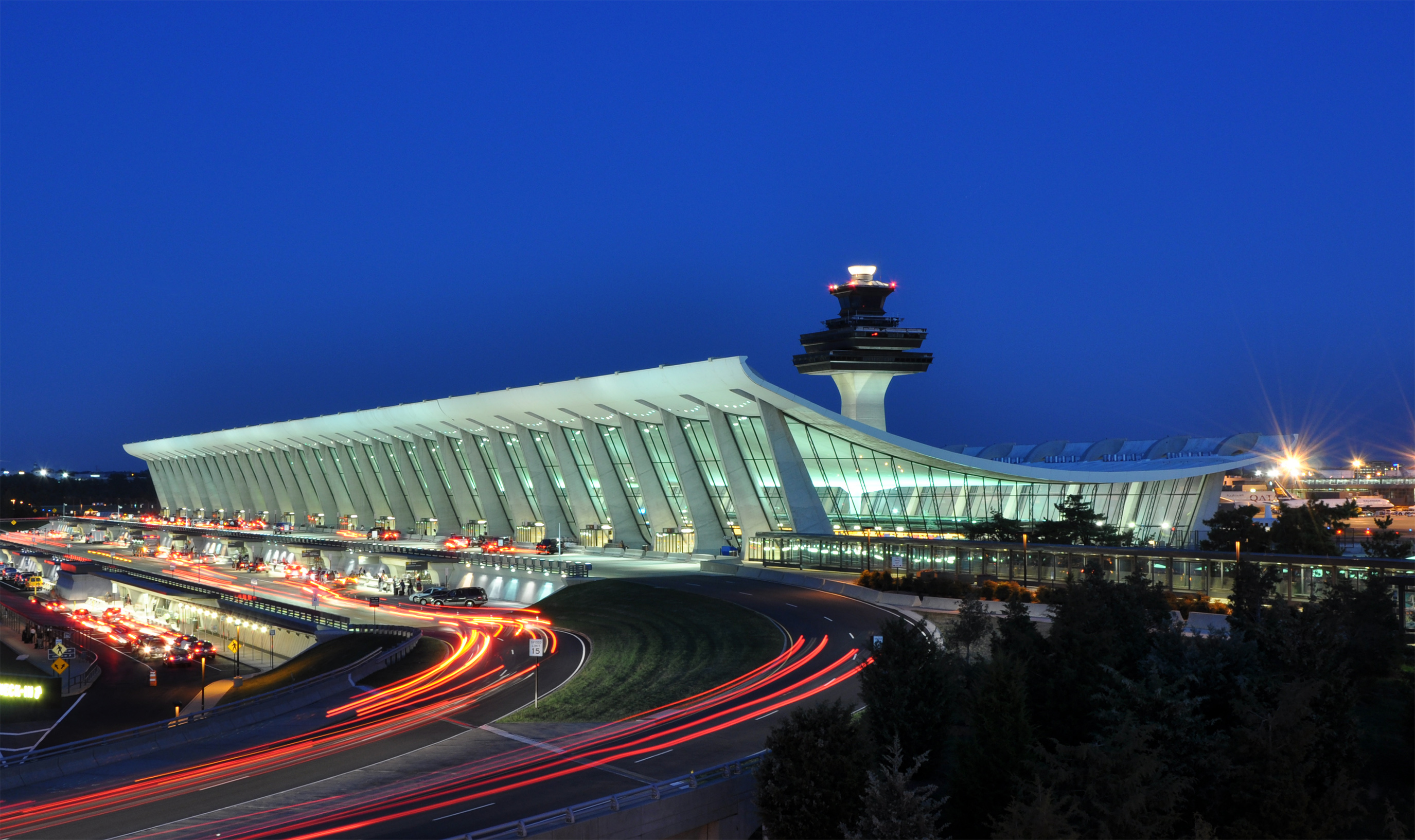
Dulles International Airports ankomsthall.
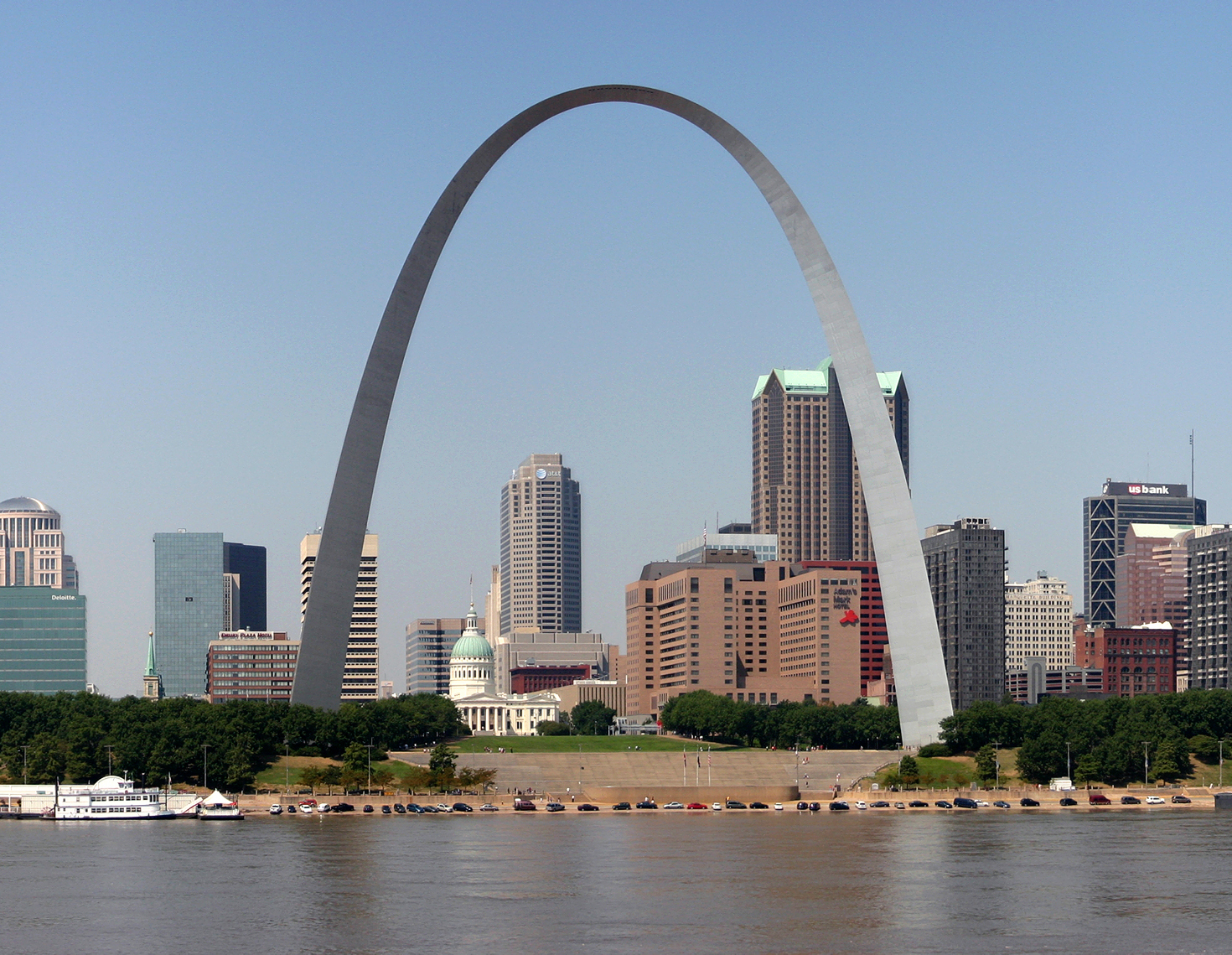
Gateway Arch, St. Louis, Missouri.
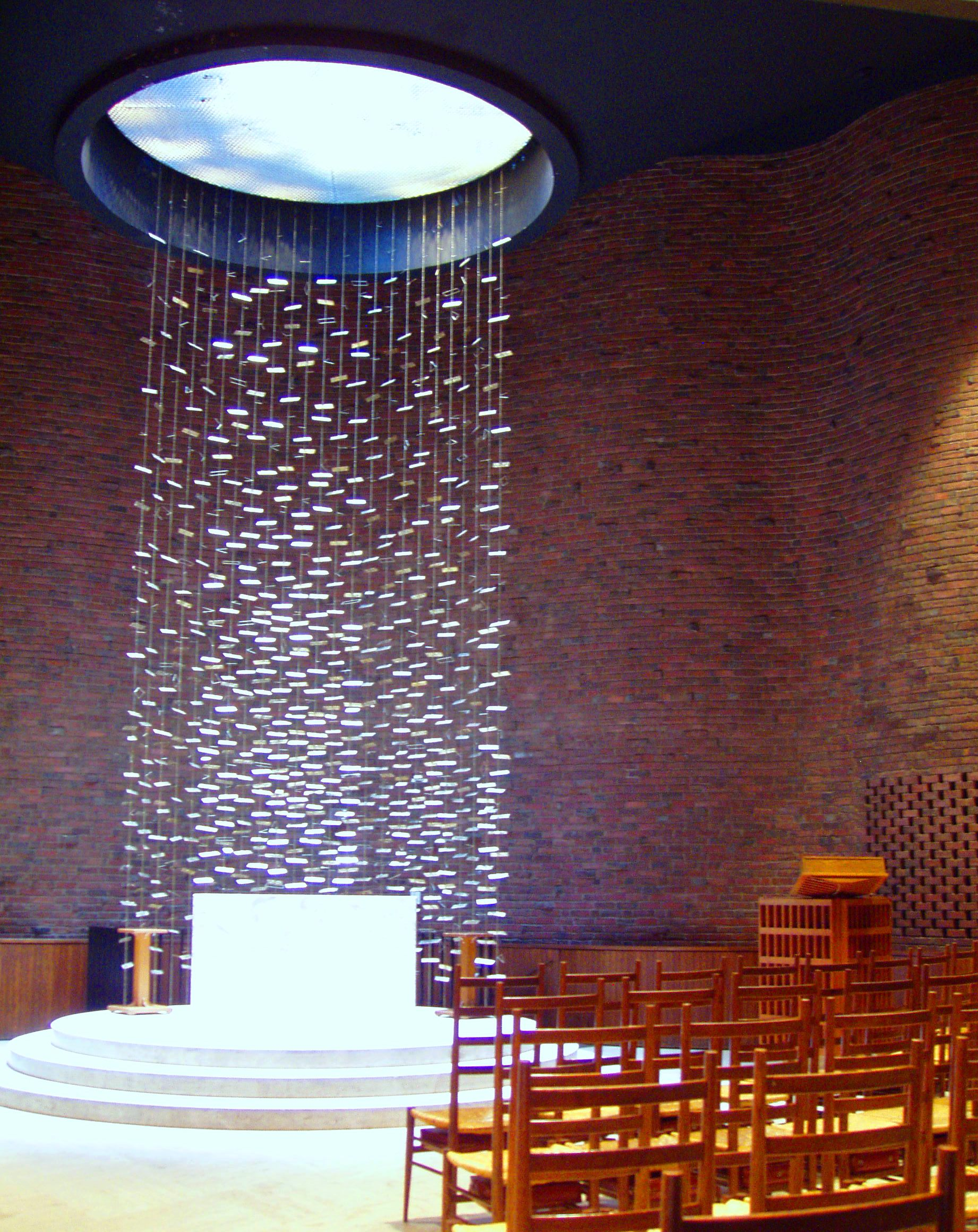
Kapell, MIT.
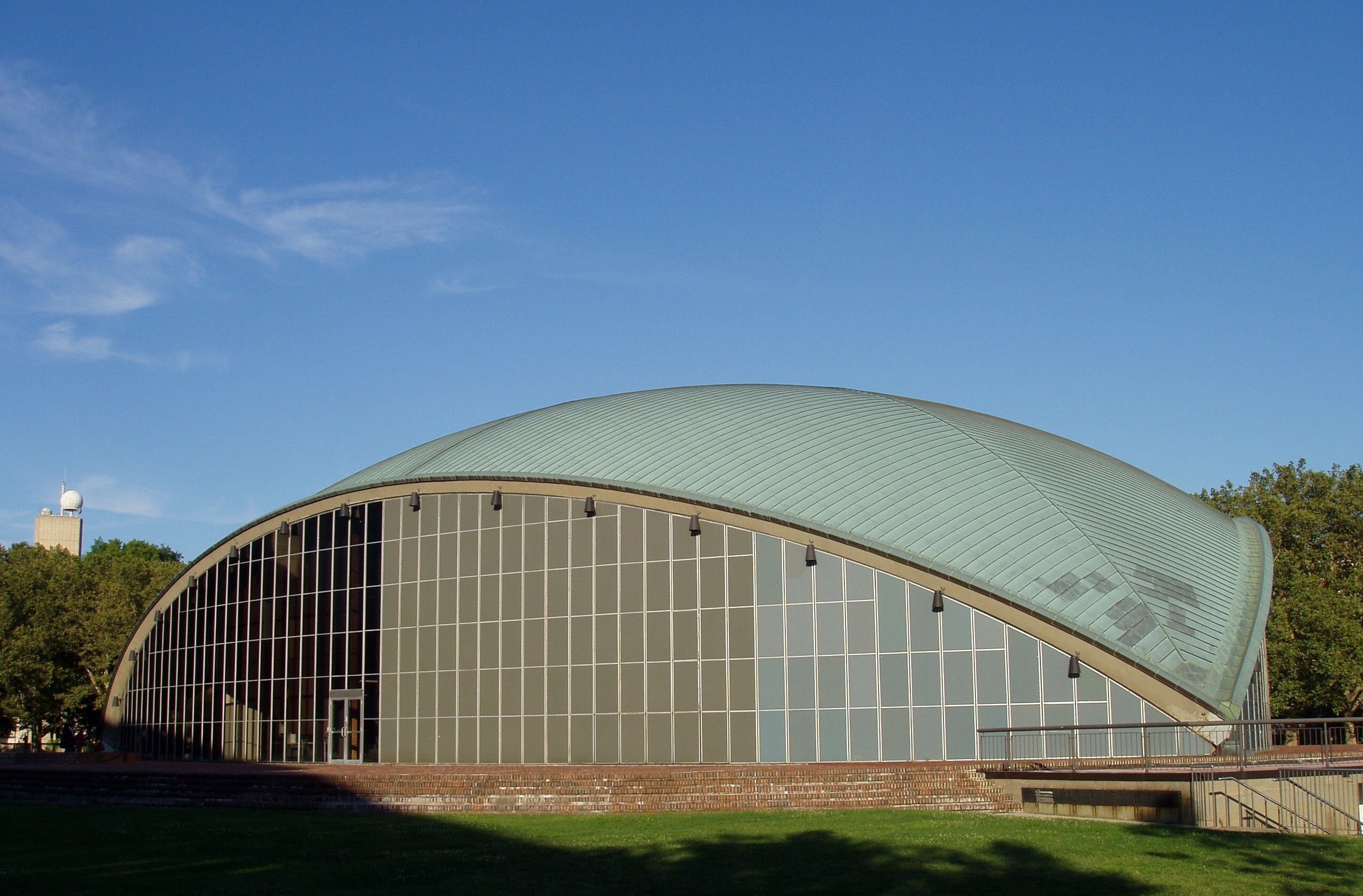
Kresge-Auditorium MIT.
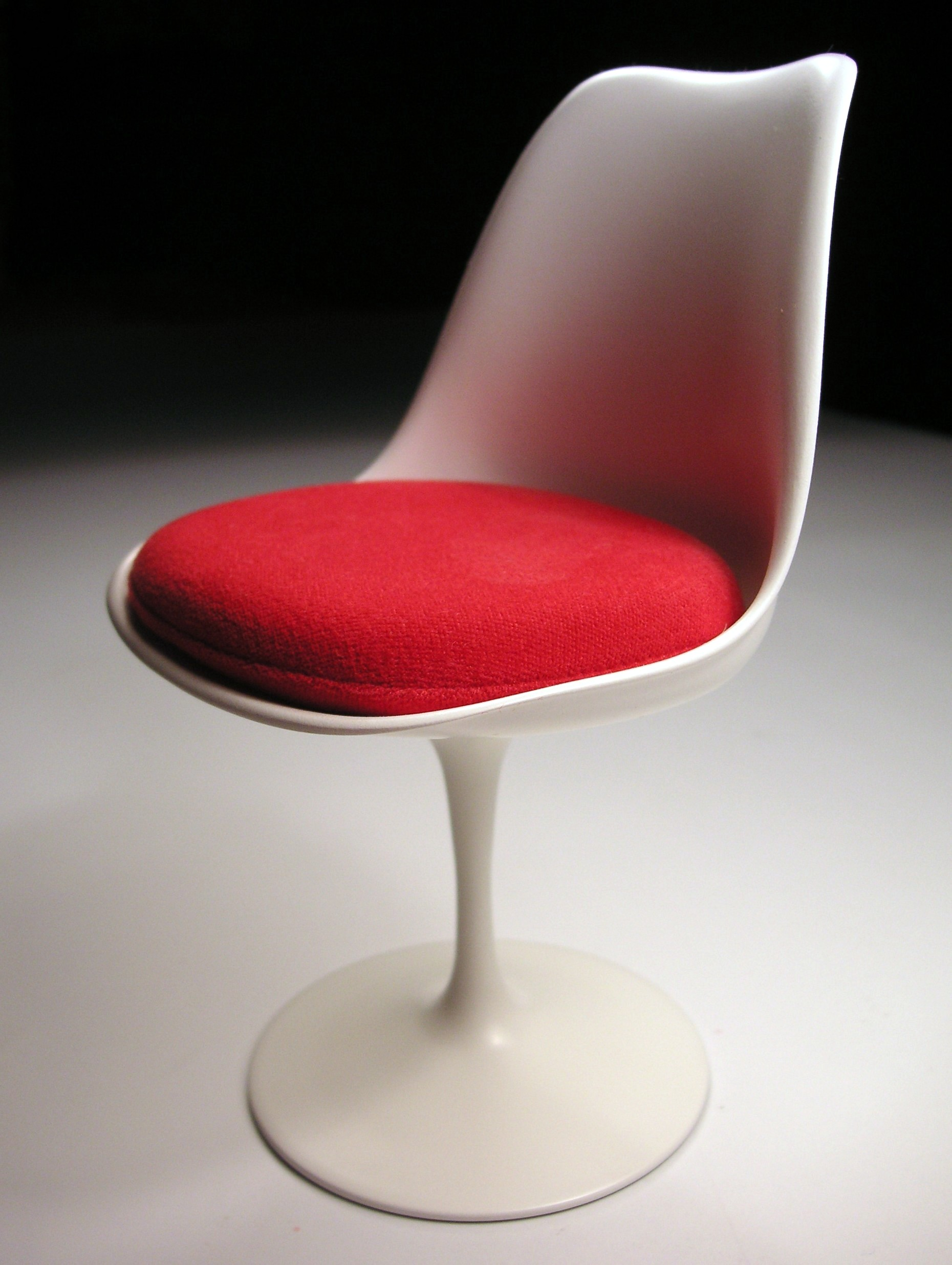
Tulpanstolen.
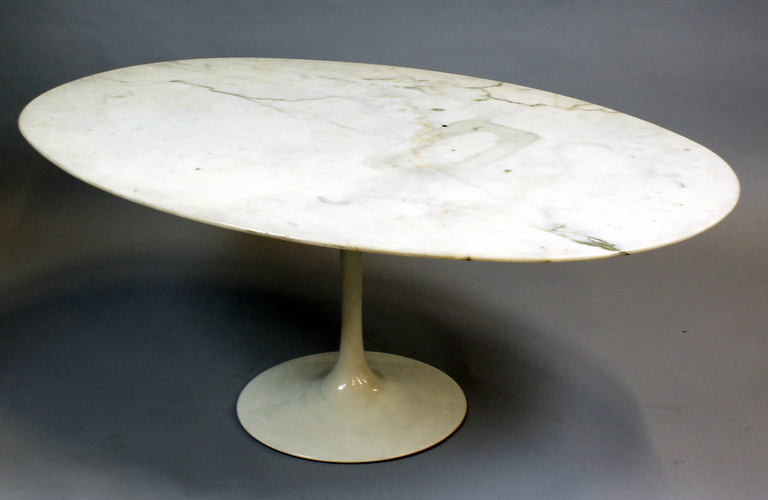
Tulpanbordet